# Arquiteto
Um arquiteto (AO 1945: arquitecto) é o profissional responsável pelo projeto, supervisão e execução de obras de arquitetura. Embora esta seja sua principal atividade, o campo de atuação de um arquiteto envolve todas as áreas correlatas ao controle e desenho do espaço habitado, o que compõe e desenha os projectos dos edifícios, regula e proporciona as suas partes componentes, determina a natureza dos materiais que se devem empregar, forma os orçamentos, dirige e vela superiormente sobre a sua construção para que se tornem dignos do seu autor, e conformes aos desejos e vontade, de quem os manda edificar. Para alcançar estes fins é necessário que o arquitecto, sobre um génio inspirado e feliz, possua um complexo de doutrinas, com variados conhecimentos teóricos e práticos, assim como as qualidades morais para o bom desempenho da sua nobre profissão. Além da ciência do desenho, deve conhecer a aritmética, a geometria, a perspectiva, mecânica em geral, a estática, a hidrostática, e ter conhecimentos de outras ciências subsidiárias, tais como a história, a astronomia, a jurisprudência, e até não deve ser hospede na música e na medicina, para que possa ter o verdadeiro nome de arquitecto, segundo o exige Vitrúvio no capítulo I, livro I do seu Tratado de architectura.
Na maior parte dos países do mundo a legislação exige que para que alguém possa ser considerado um arquiteto, este deve possuir um diploma de nível superior.

## Etimologia
A palavra arquiteto vem do grego arkhitektôn que significa "o construtor principal" (arqui = principal / tectônica = construção) ou "mestre de obras". A compreensão desta etimologia, porém, pode ser expandida na medida em que a palavra arché deixa de ser entendida como "principal" e passa a ser analisada como "princípio". Desta forma, o arquiteto seria o construtor primordial e fundamental, seu próprio arquétipo: ou seja, o arquiteto é o construtor ideal. 
Até o Renascimento, não havia distinção entre a atividade de projeto e a execução do mesmo, estando todas as atividades subordinadas à mesma figura: o mestre-construtor. A partir deste momento, o arquiteto surge como figura solitária, separando-se o intelectual do operário, de forma que a palavra passa a assumir os sentidos que possui atualmente.

## Profissão

### No Brasil
O exercício da profissão de arquiteto e urbanista, antes regulamentada pelo Conselho Federal de Engenharia, Arquitetura e Agronomia (CONFEA) e Conselhos Regionais de Engenharia, Arquitetura e Agronomia (CREA), passou a ser regulado pela Lei nº 12 378, que regulamenta o exercício da Arquitetura e Urbanismo, cria o Conselho de Arquitetura e Urbanismo do Brasil - CAU/BR e os Conselhos de Arquitetura e Urbanismo dos Estados e do Distrito Federal - CAUs e dá outras providências.
O primeiro sistema de regulamentação profissional foi oficializado em 1933, através da fundação do primeiro CREA no Rio de Janeiro. Porém, a profissão existe formalmente no país desde a fundação da Escola Nacional de Belas Artes, também no Rio de Janeiro, no início do século XIX. Anteriormente, não existia formação oficial de arquitetos no país, de forma que os profissionais existentes ou haviam estudado na Europa ou foram aprendizes de corporações de ofício ou de indivíduos isolados (existiram também os autodidatas, como Aleijadinho).
Devido à não regulamentação de diversas profissões correlatas à arquitetura, são normalmente os arquitetos os profissionais responsáveis por projetos de arquitetura da paisagem e design.

#### Formação acadêmica
Assim como a atividade profissional é regulamentada, também são os cursos superiores de Arquitetura e Urbanismo. Já houve a definição de um currículo mínimo por parte do Ministério da Educação. A Lei de Diretrizes e Bases da Educação, eliminou esse "currículo mínimo", criando as chamadas "diretrizes curriculares", concedendo autonomia aos cursos para definirem o perfil do profissional que formarão, e diminuindo a carga horária. Nota-se que o ensino é bastante heterogêneo quando se comparam diferentes regiões do país. Com o "currículo mínimo", o curso tinha obrigatoriamente a duração mínima de cinco anos, composto por pelo menos 3 600 horas de aula. Algumas escolas, porém, considerando esta carga horária insuficiente (especialmente as faculdades mais tradicionais), estabeleceram cursos com duração mínima de mais de 5 000 horas. A diminuição da carga horária é, geralmente, considerada pelos profissionais como potenciadora de desqualificação dos futuros arquitetos, ainda mais quando estes têm de competir com arquitetos de outras procedências, como a Europa, onde se está a aplicar o Tratado de Bolonha.
Os cursos costumam ser caracterizados por uma parte das disciplinas voltadas à "simulação prática da profissão" (através das disciplinas de projeto arquitetônico), uma parte à fundamentação histórico-teórica e outra às disciplinas ligadas aos aspectos tecnológicos da atividade. A legislação determina, porém, uma divisão baseada em disciplinas de fundamentação (composta por disciplinas nas áreas de estética, desenho, plástica, história da arte, entre outras), de profissionalização (composta por disciplinas de projeto, planejamento urbano, teoria da arquitetura, paisagismo, história da arquitetura, construção civil, entre outras) e de um trabalho final de graduação, de natureza interdisciplinar. O estágio profissional é obrigatório, sendo pelo menos 300 horas de atividades correlatas ao cargo. Além disso, são comuns as críticas ao sistema educacional pelo seu pouco compromisso àquilo que é chamado de "reais interesses do mercado".

#### Histórico da profissão no Brasil
Embora existam indivíduos, como Aleijadinho, que na história da arquitetura brasileira formaram-se arquitetos por autodidatismo ou por formas de aprendizado que não a formação acadêmica, a consolidação do profissional arquiteto e urbanista no Brasil se deu efetivamente com a consolidação das escolas de arquitetura. Durante o século XIX, a maior parte dos profissionais possuía formação de engenheiro-arquiteto (figura profissional histórica, relacionada com a arquitetura eclética), como o paulista Ramos de Azevedo cuja formação se deu na Bélgica. Arquitetos formados no contexto das escolas de Belas-Artes eram relativamente poucos, devido à atuação isolada da Escola Nacional de Belas Artes no Rio de Janeiro.
Durante a década de 1930 a profissão passou por um primeiro momento de valorização com a criação dos CREAs (Conselhos regionais de Engenharia e Arquitetura). A partir da década de 1950 consolidam-se as escolas de arquitetura e urbanismo, cujos currículos eram influenciados pela arquitetura moderna, e elas se difundiram nas décadas seguintes.
A atuação profissional passou por diferentes perfis durante este percurso. Até meados da década de 1970 o arquiteto caracterizava-se essencialmente como profissional liberal, trabalhando em autonomia ou em sociedade em escritórios ou ateliês. A partir daí há um aumento do número de profissionais que se tornam trabalhadores assalariados, envolvidos com o contexto do milagre econômico, da burocracia estatal do Regime Militar e das grandes empresas de engenharia que foram criadas pelas novas demandas surgidas com os investimentos governamentais em infraestrutura. Com a crise econômica surgida na década de 1980 e o desmonte das estruturas estatais, tal contexto sofrerá igualmente um desmonte.
Nas décadas de 1980 e 90 surgiram também formas de atuação relacionadas com cooperativas de arquitetos e organizações não-governamentais. A atuação liberal, porém, é considerada um mercado saturado nas grandes metrópoles.
Em 31 de dezembro de 2010, nova lei regulamenta o exercício da Arquitetura e Urbanismo e cria o Conselho de Arquitetura e Urbanismo do Brasil - CAU/BR e os Conselhos de Arquitetura e Urbanismo dos Estados e do Distrito Federal - CAUs, que se desvinculam do CREA, entidade que antes representava os Arquitetos.

### Em Portugal
A profissão é regulamentada pela Ordem dos Arquitectos de Portugal, a qual estabelece que apenas os arquitetos licenciados nela inscritos possuem o direito de exercer a atividade. A recente Lei n.º 31/2009, veio estabelecer que só os arquitetos inscritos ou legalmente reconhecidos pela O.A. podem licenciar atos de arquitetura no território português. Este diploma é muito importante para criar condições para uma melhoria das operações urbanísticas e permitir aos mais de 25 000 arquitetos inscritos, poder exercer a sua profissão com dignidade.